# Katholieke Kerk in Georgië

Georgië

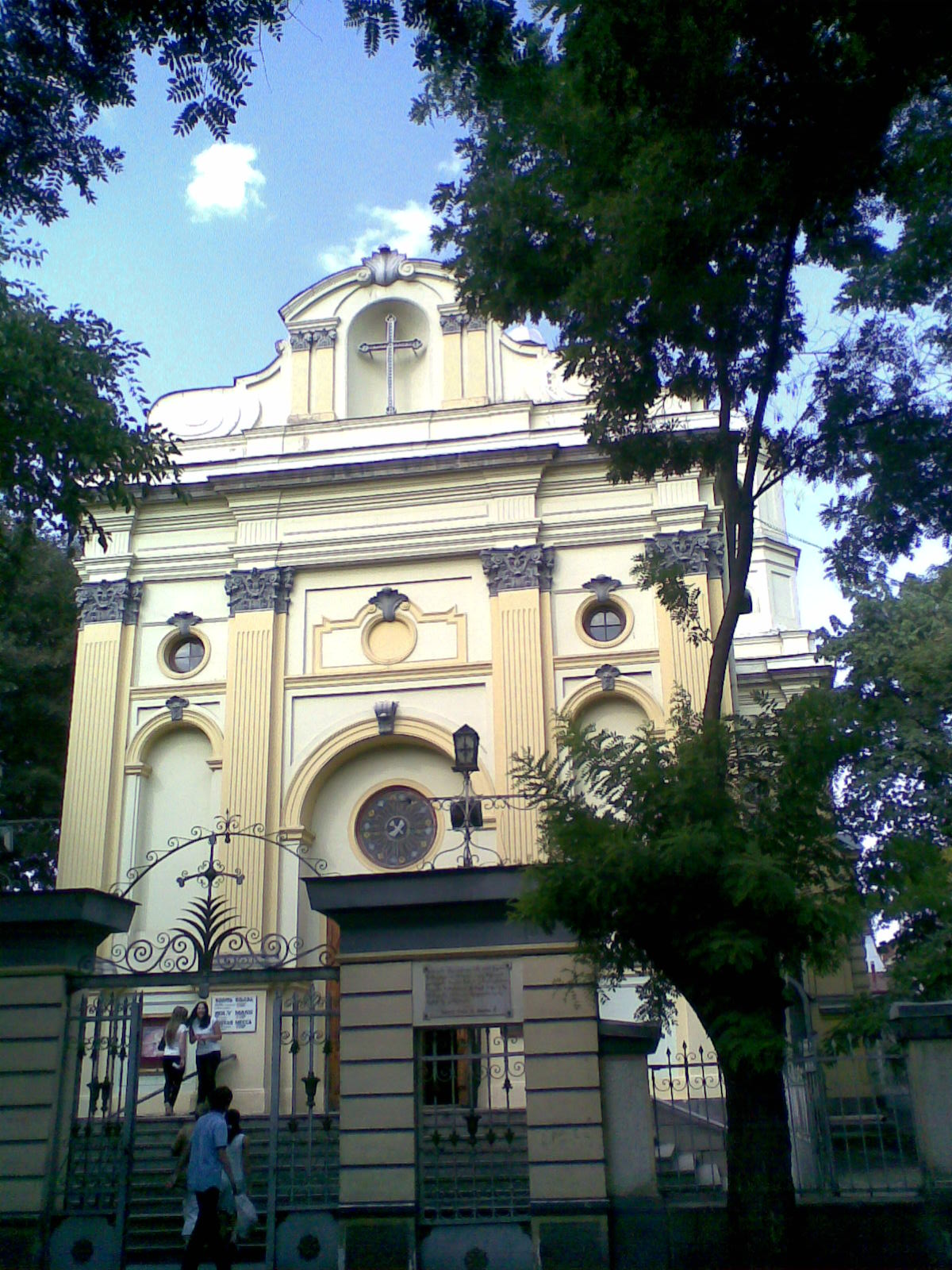
St. Petrus en Pauluskerk, Tbilisi

De Katholieke Kerk in Georgië maakt deel uit van de wereldwijde Katholieke Kerk onder het leiderschap van de paus en de curie.
Het katholicisme is in Georgië een kleine religieuze minderheid. De meerderheid van de bevolking is oosters orthodox van met name de Georgisch-Orthodoxe Kerk.

## Geschiedenis
De evangelisatie van Georgië gebeurde, volgens de traditie, in de 4e eeuw door de heilige Nino. Het Georgische christendom ontwikkelde zich volgens de oosters-orthodoxe traditie.
In de 13e eeuw zouden katholieke missionarissen actief geweest zijn in Georgië en kleine gemeenschappen hebben bekeerd die de Latijnse ritus volgden. Een Latijns bisdom werd opgericht in 1329 en bestond tot het begin van de 16de eeuw waarna het werd opgeheven wegens gebrek aan ondersteuning door de Georgiërs.
In de 17e eeuw werden nieuwe missies door Franse missionarissen opgericht. In de volgende eeuwen ontwikkelde zich een gemeenschap van Latijnse katholieken. Na de Russische verovering in de 19de eeuw werden de missionarissen in 1845 door de Russische autoriteiten verdreven. Alleen de Russisch-Orthodoxe Kerk werd toegelaten.
In 1848 kwam het tot een overeenkomst tussen paus Pius IX en tsaar Nicolaas I waarbij de oprichting van een Latijns bisdom in Tiraspol (in het huidige Moldavië) werd toegelaten. Bij dit bisdom, gelokaliseerd op Russisch grondgebied, werden alle Transkaukasische katholieken, ook deze van Georgië, aangesloten.
Aan het einde van de 19e eeuw wensten groepen Georgische katholieken de Byzantijnse liturgie te gebruiken. Dit werd hun echter niet toegestaan daar de tsaar het gebruik van deze ritus door katholieken had verboden. Een aantal schakelde dan over op de Armeense liturgie. Er bestond in die tijd een Armeens-katholiek bisdom in Artvin in de Russische Transkaukasus.
Vanaf 1905 –na het toekennen van godsdienstvrijheid in Rusland- konden Georgische katholieken de Byzantijnse ritus wel beoefenen. Er werd echter geen apart bisdom voor hen opgericht.
Uit de periode van de communistische overheersing is zo goed als niets bekend over het gemeenschapsleven van de katholieken in Georgië.

## Huidige situatie
Na de val van de Sovjet-Unie werd eind 1993 de Apostolische administratie Kaukasus van de Latijnse ritus opgericht met hoofdzetel in de Georgische hoofdstad Tbilisi. De rooms-katholieken in Georgië maken deel uit van de wereldwijde Rooms-Katholieke Kerk onder het geestelijk gezag van de paus van Rome.
Zij wonen vooral in de hoofdstad Tbilisi en in de zuidelijke regio van het land in dorpen met uitsluitend katholieke inwoners.
In Tbilisi zijn er twee katholieke kerken: de Onze-Lieve-Vrouwkathedraal in het oude historische stadsdeel, en de parochiekerk van Sint-Petrus en Paulus. Recent werd een nieuw seminarie geopend in een buitenwijk van Tbilisi.
Voor de katholieken van de Armeense liturgie bestaat het "Ordinariaat voor Armeense katholieken in Oost-Europa", opgericht in 1991 met zetel in Gjoemri, Armenië. Dit Ordinariaat, dat ook verantwoordelijk is voor Rusland en Oekraïne, telt 220.000 gelovigen in totaal.
Naast de katholieken van de Latijnse en Armeense liturgie zijn er in Georgië ook katholieken die de Byzantijnse liturgie volgen. Zij vormen echter geen officiële Kerk erkend door Rome. Men schat hun aantal op 500.
Apostolisch nuntius voor Georgië is sinds 28 juni 2024 aartsbisschop Ante Jozić, die tevens nuntius is voor Armenië.

### Geografische verspreiding
Volgens de volkstelling van 2014 telt Georgië 19.195 katholieken, hetgeen 0,5% van de totale bevolking is. Zij wonen vooral in de regio Samtsche-Dzjavacheti (15.024 gelovigen), gevolgd door de stad Tbilisi (1.662 gelovigen) en Kvemo Kartli (1.493 gelovigen).
De Georgische katholieken hebben een vrij lage urbanisatiegraad: meer dan driekwart van de katholieken woont op het platteland.
Afghanistan · Armenië · Azerbeidzjan · Bahrein · Bangladesh · Bhutan · Brunei · Cambodja · China · Filipijnen · Georgië · India · Indonesië · Irak · Iran · Israël · Japan · Jemen · Jordanië · Kazachstan · Kirgizië · Koeweit · Laos · Libanon · Maldiven · Maleisië · Mongolië · Myanmar · Nepal · Noord-Korea · Oezbekistan · Oman · Oost-Timor · Pakistan · Qatar · Rusland · Saoedi-Arabië · Singapore · Sri Lanka · Syrië · Tadzjikistan · Thailand · Turkije · Turkmenistan · Verenigde Arabische Emiraten · Vietnam · Zuid-Korea
Overige gebieden: Hongkong · Macau
Albanië · Andorra · Armenië · Azerbeidzjan · België · Bosnië en Herzegovina · Bulgarije · Cyprus · Denemarken · Duitsland · Estland · Finland · Frankrijk · Georgië · Griekenland · Groot-Brittannië · Hongarije · IJsland · Ierland · Italië · Kazachstan · Kroatië · Letland · Liechtenstein · Litouwen · Luxemburg · Malta · Moldavië · Monaco · Montenegro · Nederland · Noord-Macedonië · Noorwegen · Oekraïne · Oostenrijk · Polen · Portugal · Roemenië · Rusland · San Marino · Servië · Slovenië · Slowakije · Spanje · Tsjechië · Turkije · Vaticaanstad · Wit-Rusland · Zweden · Zwitserland